# Avialae
Avialae – klad obejmujący ptaki i najbliższych ewolucyjnie krewnych ptaków wśród dinozaurów.

## Definicja
Klad Avialae był różnie definiowany. Włączenie lub wyłączenie z tej grupy rodzaju Archaeopteryx ma ważny wpływ na jego potencjalnych członków.

### Avialaevs.Aves
Jacques Gauthier (str. 34) podaje kilka sprzecznych ze sobą definicji grupy Aves.
1. Zaawansowane opierzone archozaury (inna proponowana nazwa: Avifilopluma)
2. Formy latające (klasycznie umieszczone w grupie Avialae)
3. Archozaury którym bliżej do ptaków niż do krokodyli (inna proponowana nazwa: Panaves – nie mylić z Paraves).
4. Grupa obejmująca ostatniego wspólnego przodka wszystkich współczesnych ptaków i jego potomków.

Według czwartej definicji archeopteryks nie należy do kladu Aves, tylko Avialae. Nie jest ona jednak powszechnie akceptowana w literaturze i dlatego w większości publikacji klad Avialae jest uważany za grupę dinozaurów, którym bliżej do ptaków niż dromeozaurów. To sprawia, że nienależących do Aves przedstawicieli tego kladu jest bardzo niewiele. Dowodem na to są ostatnie badania, które za nienależącego do Aves członka Avialae uważają tylko rodzaj Epidendrosaurus. Najstarszym znanym teropodem zdolnym do czynnego lotu jest archeopteryks, który prawie zawsze jest uważany za przedstawiciela Avialae. Wielu badaczy uważa go za najbardziej bazalnego członka tego kladu.

### Definicja oparta na badaniach filogenetycznych
Uznając definicję Avialae jako teropodów, którym bliżej do ptaków niż deinonycha, Clarke i Norell (2002) przedstawili drzewo filogenetyczne, na którego szczycie znajdują się formy najprymitywniejsze, a na dole najbardziej zaawansowane.
- Dromeozaury nie należą do Avialae, ale są przedstawicielami Avifilopluma
  - Archaeopteryx jest bazalnym przedstawicielem kladu Avialae
    - Rodzina Confuciusornithidae to najbardziej bazalni przedstawicieli grupy Pygostylia
      - Enantiornithes są najbardziej bazalnymi przedstawicielami Ornithothoraces
        - Vorona
          - Patagopteryx
            - Apsaravis jest najbardziej bazalnym przedstawicielem Ornithurae
              - Baptornis + Hesperornis
                - Ichthyornis
                  - Aves

Epidendrosaurus nie został wzięty pod uwagę w tej analizie, ale Xu w 2002 i Senter w 2007 uważają go za rodzaj siostrzany do rodzaju archeopteryks. Biorąc pod uwagę, że Epidendrosaurus jest wcześniejszy i prymitywniejszy, może również być umieszczony na drzewie filogenetycznym wyżej niż archeopteryks.